# Candidatus

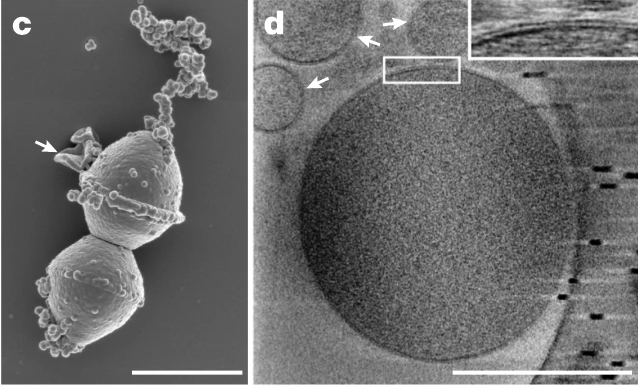
La arquea candidata Prometheoarchaeum syntrophicus SEM criogénica.

Candidatus (candidato), en taxonomía procariota, es un término formal que se coloca antes del género y la especie de una bacteria o arquea que no puede mantenerse en una colección de cultivo bacteriológico. El estatus de "Candidatus" puede usarse cuando una especie o género está bien caracterizada pero es incultivable.

## Historia
Para una publicación válida, la bacteria o arquea debe poderse aislar, cultivar, describir, y depositar en una colección de cultivo bacteriológico. Sin embargo, algunas bacterias o arqueas requieren condiciones especiales de cultivo y no pueden ser mantenidas en una colección de cultivo bacteriológico. Eso incluye a patógenos obligatoriamente intracelulares y endosimbióticos, simbiontes de insectos, poblaciones de océanos o de fango. En 1994, Murray y Schleifer publican una nota taxonómica donde recomendaban que la nueva categoría de un taxón indefinido fuera establecida por ciertos taxones putativos que podrían no ser descritos con suficiente detalle para garantizar el establecimiento de un nuevo taxón. También se recomendaba que una "Lista de Candidatus" podría establecerse en el "International Journal of Systematic Bacteriology" (ahora "International Journal of Systematic and Evolutionary Microbiology). 
La nota taxonómica proponiendo el establecimiento del estatus provisional de Candidatus para procariotas incompletamente descriptos fue publicada en enero de 1995 en la IJSB. De acuerdo a esta nota, la categoría Candidatus debería usarse para describir a las entidades procariotas que disponen de más de una secuencia de ADN pero que no cumplen con todas las características requeridas para su descripción de acuerdo al Código Internacional de Nomenclatura de Procariotas. Además de la información genómica tales como secuencias, debe incluirse toda otra información, incluyendo desarrollos estructurales, metabólicos, y reproductivos.
Las nuevas especies de bacterias o arqueas cultivables deben depositarse en al menos dos colecciones de cultivos públicas accesibles en diferentes países (Euzéby & Tindall, 2004).

## Uso
De acuerdo al "Comité Ad Hoc para revaluar definiciones de especies en bacteriología", los microbiólogos enfatizan en usar el concepto de "Candidatus" para organismos bien caracterizados pero aún incultivables.
Los nombres incluidos en la categoría Candidatus se escriben usualmente así: Candidatus (en itálicas), el/los nombre/s subsecuente/s en tipo romano (con la inicial del género en mayúscula) y el nombre entero entre comillas. Por ejemplo, "Candidatus Phytoplasma", "Candidatus Phytoplasma allocasuarinae".
De acuerdo al "Grupo de Trabajo IRPCM Fitoplasma/Spiroplasma" la abreviación para Candidatus debería ser Ca.